# NGC 5558
NGC 5558 (NGC 5552) je spiralna galaktika u zviježđu Djevici. Naknadno je utvrđeno da je NGC 5552 ista galaktika.

## Vanjske poveznice
- (engl.) SEDS: NGC 5558
- (engl.) Hartmut Frommert: Revidirani Novi opći katalog
- (engl.) Izvangalaktička baza podataka NASA-e i IPAC-a
- (engl.) Astronomska baza podataka SIMBAD
- (engl.) VizieR
- DSS-ova slika NGC 5558  Arhivirana inačica izvorne stranice od 22. ožujka 2016. (Wayback Machine)
- (engl.) Auke Slotegraaf: NGC 5558 Deep Sky Observer's Companion
- (engl.) Courtney Seligman: Objekti Novog općeg kataloga: NGC 5550 - 5599